# Municipio de Cuajinicuilapa
El municipio de Cuajinicuilapa es uno de los 85 municipios que conforman al Estado de Guerrero, México, se localiza en la Costa Chica de Guerrero y limita con el estado de Oaxaca y con el municipio de Azoyu en Guerrero. El nombre de Cuajinicuilapa está formado por tres vocablos de origen náhuatl: Cuauhxonecuilli-atl-pan; cuajinicuil, árbol que crece a orillas de los ríos; atl que significa “agua”, y pan que quiere decir “en”; entonces Cuauhxonecuilapan significa Río de los cuajinicuiles.

## Población
El municipio en 2005 contaba con 23,537	habitantes de los cuales 11,505	eran hombres y 12,032 eran mujeres. Según el último censo del INEGI en 2010 el municipio contaba con una población de 25,922 habitantes de los cuales 12,944 son hombres y 12,978	son mujeres.

### Localidades
En el año 2022 el municipio de Cuajinicuilapa contaba con 68 localidades.
| Código INEGI      | Localidad         | Población (2020) |
| ----------------- | ----------------- | ---------------- |
| 120230001         | Cuajinicuilapa    | 11 245           |
| 120230020         | Montecillos       | 1 058            |
| Otras localidades | Otras localidades | 7 313            |
| Total municipal   | Total municipal   | 19 616           |

## Límites municipales
Tiene límites administrativos con los siguientes municipios y/o accidentes geográficos, según su ubicación:
| Noroeste: Marquelia    | Norte: Juchitán, Azoyú                           | Nordeste: Ometepec                                                        |
| Oeste: Océano Pacífico |                                                  | Este: San Juan Bautista Lo de Soto (Oaxaca), Santa María Cortijo (Oaxaca) |
|                        | Sur: Océano Pacífico, Santiago Tapextla (Oaxaca) | Sureste: Santo Domingo Armenta (Oaxaca), Santiago Tapextla (Oaxaca)       |